# 서홍동
서홍동(西烘洞)은 서귀포시의 행정동, 법정동이다. 면적은 14.71km2이며, 인구는 2011년 3월 31일을 기준으로 3,217세대, 8,053명이다. 법정동 서홍동 일부는 행정동 천지동에서 관할한다.

## 개요
서홍동은 제주도 산남지방의 동서중간지역에 위치하며, 북으로는 한라산 정상과 12km 상거된 지점이며, 남쪽으로는 서귀포 시내와 경계길을 사이에 두고 천지동과 마주보며 동쪽은 동홍동, 서쪽은 호근동과 경계를 이루고 있다.
근대적인 감귤농업은 1913년 서홍동 소재 현 제주농장(분토왓, 동과수원)이 효시이며, 그 후 1950년대 중반 이후 재일동포들에 의해 일본에서 묘목이 반입되기 시작, 가장 소득이 높은 작물로 각광을 받았고 한때 ‘대학나무’라고도 일컫기도 했다.
사방이 봉우리로 둘러져 있어 지형이 화로(爐)모양 같다고 하여 홍로(烘爐)라 했다. 문헌에 의하면 서홍동은 고려말 충렬왕 26년에 홍로현청관가가 개설되었고, 광해군 1년 동·서  양리로 분리되어 서홍로리, 조선말 고종 32년 서홍리로 기록되어 있으며, 1967년에 와서 서홍1리, 그리고 1981년 서귀읍이 시로 승격되면서 서홍동으로 명명되어 오늘에 이르고 있다.
역사의 유적들로는 대궐터, 솔대왓, 향교 가름, 외왓(瓦田) 등이 있고, 마을앞이 허하다 하여 흙으로 토성을 쌓은 위에 1910년 심은 소나무가 이제는 서귀포의 명물로 꼽히고 있으며, 국내최초의 감귤시원지, 분토전 등이 있어 선인들의 맥박과 숨결을 느낄 수 있다.

## 관광
- 외돌개
- 신선바위
- 남성대
- 천지연 폭포
- 기당미술관